# Василев (древнерусский город, Черновицкая область)
Василев — древнерусский город на правом берегу Днестра, остатки которого расположены у современного села Василев Черновицкой области.

## История
Согласно археологическим раскопкам начал своё развитие в XII веке. В этот период среднее Поднестровье входило в состав Теребовльского княжества. Возможно, город был основан теребовльским князем Васильком Ростиславичем и назван в свою честь. Город впервые упоминается в Галицко-Волынской летописи в рассказе о событиях 1230 года, когда князь Даниил Галицкий, преследуя врагов, переправился через реку Днестр у этого города. Расположенный в пограничной со степью зоне, Василев играл значительную роль в обороне южных рубежей Галицко-Волынского княжества и в международной торговле. Укрепления Василева были уничтожены во время нашествия орд хана Батыя. Город значительно опустел и в 1448 году упомянут уже как обычное село.

## Расположение
Как и другие города, состоял из двух основных частей — укреплённого детинца (городище Замчище, 1,4 га) и посада, вокруг которых найдено несколько пригородных селищ. Детинец располагался на невысоком мысу правого берега Днестра напротив устья реки Серет. Его площадка (130 на 110 м) с напольной стороны была ограждена дуговидным рвом, по дну которого проходила древняя дорога. По периметру детинца в XII—XIII веках стояли деревянные оборонительные стены, по-видимому, срубной конструкции. Раскопанные здесь остатки глинобитной печи свидетельствуют о том, что помещения оборонительных стен были приспособлены под жилища. В северо-восточной части укреплённой площадки обнаружены остатки деревянного храма, рядом с которым находилось древнерусское кладбище.
За оборонительной линией детинца начинался посад, простиравшийся вдоль берега Днестра на 3 км. На его территории обнаружены наземные жилища и ремесленные мастерские. Рядом с детинцем, в урочище Торговица, размещалась торговая площадь, в центре которой, возможно, стояла небольшая деревянная церковь. В юго-восточной части посада на холме высотой около 20 м были обнаружены фундаменты белокаменного храма. Он был четырёхстолпный, однокупольный и трёхнефный, с тремя полуциркульными апсидами в востока. Размеры храма составляли 21 на 14 м. По технике строительства он являлся типичным для Галицкого княжества монументальным сооружением, сложенным из больших тёсаных блоков известняка. Фасад был украшен деталями из резного камня. В храме, кроме каменных саркофагов были обнаружены костницы (помещение, где специфически хранятся скелеты людей), не характерные для большинства регионов Руси.
Поблизости на мысу Хом располагался феодальный замок (усадьба).

## Археологические исследования
Раскопки древнего города проводились в 1958—1959 годах экспедицией Черновицкого краеведческого музея.